# Військовий губернатор
Військовий губернатор (рос. Военный губернатор) — урядова посада в Російській імперії з адміністративними, поліційними та військовими функціями місцевого управління. Введена імператором Павлом І 1796 після скасування намісництв і утворення губерній. Призначалися здебільшого до західних та південних прикордонних губерній, в яких перебували на постої російські війська, зокрема до Київської губернії, Подільської губернії, Новоросійської губернії, Херсонської губернії, Малоросійської губернії та ін., ситуація в яких була нестабільною, продовжувалися воєнні дії та які мали історичні та національно-етнічні особливості, що потребувало перехідного періоду для інкорпорації та інтеграції губерній у складі імперії. 
Владні повноваження в.г. поширювалися на 2–3 губернії, до яких призначалися підвладні йому цивільні губернатори. Водночас у внутрішніх губерніях імперії домінували посади лише цивільних губернаторів. До часу заснування МВС (1802) в.г. не мали своїх канцелярій, а керували губерніями через губернські правління. Влада в.г. поширювалася як на місцеву адміністрацію й поліцію, які підпорядковувалися цивільним губернаторам, так і на військові частини й військові установи, що перебували на ввіреній їм території. Після військової реформи 1862– 64 (див. Військові реформи 1860– 1870-х років) в.г. поступово усувалися від виконання обов'язків щодо військових частин.